# Philippe Pottier
Philippe Pottier (Monthey, 9 de julho de 1938 - 22 de setembro de 1985) foi um futebolista suíço que atuava como meia.

## Carreira
Philippe Pottier fez parte do elenco da Seleção Suíça na Copa do Mundo de 1962.